# Campionati cechi di ski cross 2010
I Campionati cechi di ski cross 2010 si sono svolti a Spindleruv Mlyn il 27 marzo. Il programma ha incluso sia la gara femminile che la gara maschile. 
Trattandosi di competizioni valide anche ai fini del punteggio FIS, vi hanno partecipato anche sciatori di altre federazioni, senza che questo consentisse loro di concorrere al titolo nazionale ceco.

## Risultati

### Uomini
| Pos. | Atleta            | Nazione   |
| ---- | ----------------- | --------- |
| 1    | Thomas Kraus      | Rep. Ceca |
| 2    | Zdeněk Šafář      | Rep. Ceca |
| 3    | Wojciech Zagórski | Polonia   |
| 4    | Federico Pastore  | Argentina |
| 5    | Petr Takac        | Rep. Ceca |

### Donne
| Pos. | Atleta            | Nazione   |
| ---- | ----------------- | --------- |
| 1    | Karolina Riemen   | Polonia   |
| 2    | Nikol Kučerová    | Rep. Ceca |
| 3    | Štěpánka Lučanová | Rep. Ceca |
| 4    | Simona Strychova  | Rep. Ceca |